# The Pretty Things
The Pretty Things var ett brittiskt rockband bildat 1963 av gitarristen Dick Taylor och sångaren och låtskrivaren Phil May. Bandet upplöstes 1980 men har återuppstått i flera skepnader. Bandet har haft en lång rad medlemmar och började med rhythm and blues innan det gick in i den psykedeliska vågen.
The Pretty Things har varit inspirationskälla för andra mer kommersiellt inriktade band och slog heller aldrig igenom i stor skala, men anses ha gjort några riktigt bra skivor. Albumet S.F. Sorrow från 1968 räknas som en av de bästa psykedeliska skivor som spelats in,och anses vara den första rockoperan med efterföljare som exempelvis Tommy av och med the Who. S.F. Sorrow framfördes live på internet 6 september 1998 från Abbey Road Studio 2 och återfinns på albumet Resurrection samt på DVD.
Tidskriften Rolling Stone utnämnde 1970 Parachute till årets bästa album.
Dick Taylor var barndomskamrat till Keith Richards och med i tidiga The Rolling Stones men då Brian Jones anslöts till bandet ställdes krav på Dick Taylor att han skulle byta från gitarr till basgitarr varpå Taylor hoppade av.

## Medlemmar
Senaste medlemmar
- Phil May (född 9 november 1944 i Dartford, Kent) – sång, munspel (1963–1976, 1978–2018)
- Dick Taylor (född 28 januari 1943 i Dartford, Kent) – sologitarr (1963–1969, 1978–2018)
- Frank Holland – gitarr, sång, munspel (1988–1991, 1994–2018)
- Jack Greenwood – trummor (2007–2018)
- George Woosey – basgitarr, sång (2008–2018)

Tidigare medlemmar
- Brian Pendleton (född 13 april 1944 i Wolverhampton, död 16 maj 2001) – gitarr, basgitarr, bakgrundssång (1973–1966)
- John Stax (eg. John Fullegar, född 6 april 1944 i Crayford, Kent) – basgitarr, munspel, bakgrundssång (1963–1967)
- Pete Kitley – trummor (1963–1964)
- Viv Andrews – trummor (1964)
- Viv Prince (född 9 augusti 1944 i Loughborough, Leicestershire) – trummor (1964–1965)
- Skip Alan – trummor (1965–1968, 1969–1976, 1978–1980, 1994–2007)
- Wally Waller – basgitarr, gitarr, sång (1967–1971, 1978–1981, 1994–2008)
- Jon Povey – keyboard, sång (1967–1976, 1978–1981, 1994–2007)
- Twink – trummor (1968–1969)
- Victor Unitt – gitarr (1969–1970)
- Pete Tolson – gitarr (1970–1976, 1978–1981, 1994)
- Stuart Brooks – basgitarr (1971–1973)
- Gordon John Edwards – gitarr, keyboard, sång (1973–1976)
- Jack Green – basgitarr, sång (1974–1976)
- Simon Fox – trummor (1981)
- Joe Shaw – gitarr (1984, 1987)
- Dave Wintour – basgitarr (1984)
- Dave Wilki – keyboard (1984)
- John Clark – trummor (1984)
- Kevin Flanagan – saxofon (1984)
- Perry Margouleff – gitarr (1986–1987)
- Doede Ter Veld – trummor (1986–1987)
- Roelf Ter Veld – basgitarr (1986–1987)
- Bertram Engel – trummor (1987, 1993–1995)
- Mark St. John – trummor, percussion (1988–1991, 1993–1995, till och från 1995—2007)
- Steve Browning – basgitarr (1988–1991, 1993–1995)
- Hans Waterman – trummor (1989-1990, 1990–1994)
- Barkley McKay – gitarr (1990-1994)

## Diskografi
Studioalbum
- Get the Picture? (1965)
- The Pretty Things (1965)
- Emotions (1967)
- S.F. Sorrow (1968)
- Parachute (1970)
- Freeway Madness (1972)
- Silk Torpedo (1974)
- Savage Eye (1975)
- Cross Talk (1980)
- Rage...Before Beauty (1999)
- Balboa Island (2007)

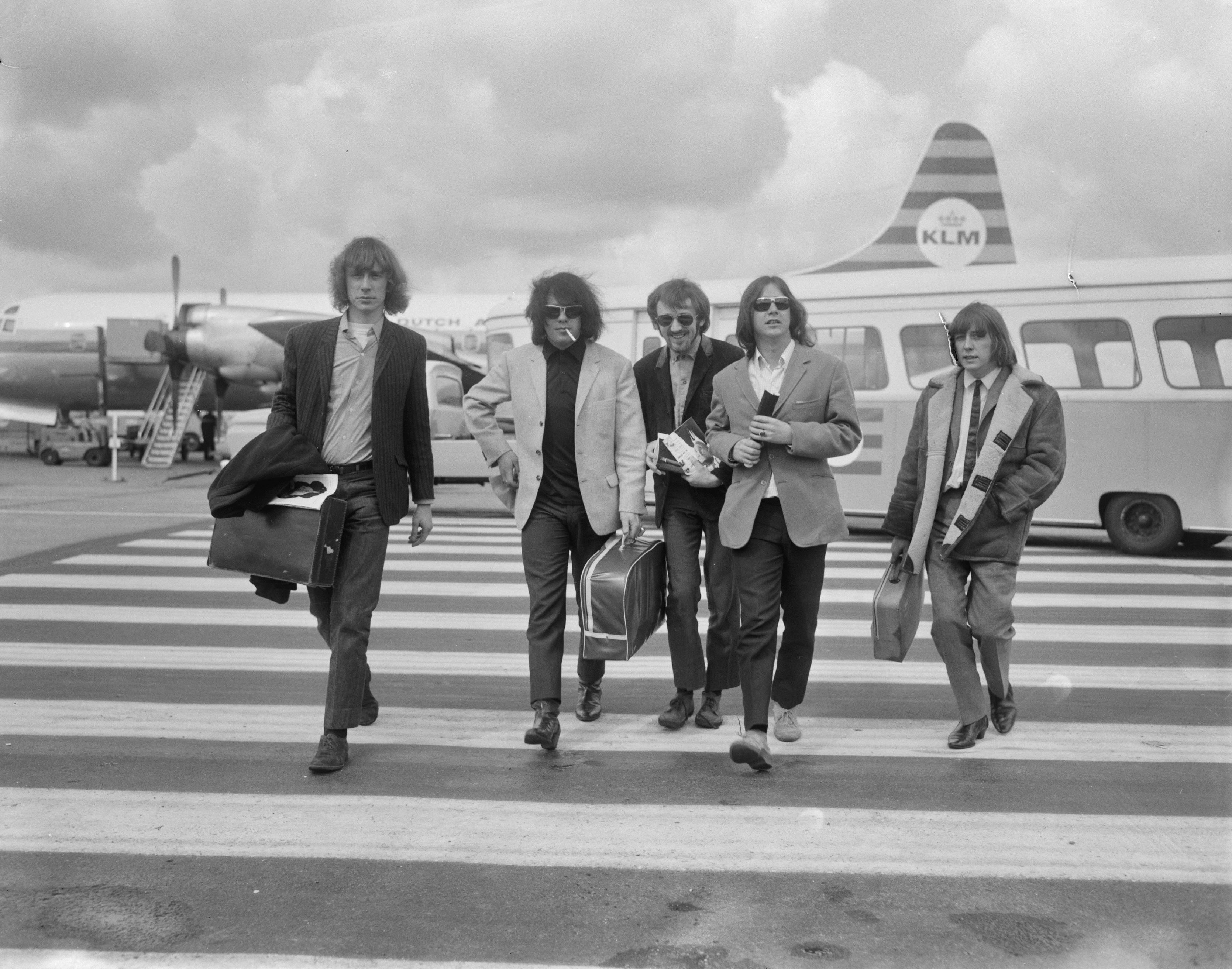
The Pretty Things (1965)

- The Pretty Things/Philippe DeBarge (2009) (inspelad 1969)
- The Sweet Pretty Things (Are in Bed Now, of Course...) (2015)
- Bare as Bone, Bright as Blood (2020)

Livealbum
- Live at Heartbreak Hotel (1984)
- Out of the Island (1988)
- Rockin' the Garage (1992)
- Resurrection (1998) (S.F. Sorrow inspelad live i Abbey Road Studios med Arthur Brown och David Gilmour)

Samlingsalbum
- Greatest Hits 1964-1967 (1975)
- Real Pretty (1976) 2 LP:s (S.F. Sorrow och Parachute)
- The Vintage Years (1976)
- The Singles As & Bs (1977)
- 1967 - 1971 (1982)
- Let Me Hear the Choir Sing (1983)
- Closed Restaurant Blues (1985)
- Cries From the Midnight Circus - The Best of 1968-1971 (1986)
- Unrepentant - The Anthology (1995)
- The EP Collection (1997)
- Midnight to Six (2000)
- Latest Writs, Greatest Hits (2000)
- The Rhythm & Blues Years (2001)
- The Psychedelic Years 1966-1970 (2001)
- Still Unrepentant (2004)
- Come See Me: The Very Best of the Pretty Things (2004)

Singlar (topp 100 på UK Singles Chart)
- "Rosalyn" (1964) (#41)
- "Don't Bring Me Down" (1964) (#10)
- "Honey I Need" (1965) (#13)
- "Cry to Me" (1965) (#28)
- "Midnight to Six Man" (1966) (#46)
- "Come See Me" (1966) (#43)
- "A House in the Country" (1966) (#50)

Som Pretty Things & the Yardbird Blues Band (Phil May och Dick Taylor med Jim McCarty från the Yardbirds)
- The Chicago Blues Tapes 1991 (1991)
- Wine, Women, Whiskey (1994)

Som Electric Banana (filmmusik)
- Electric Banana (1967)
- More Electric Banana (1968)
- Even More Electric Banana (1969)
- The Electric Banana: Live at the Grand (1969)
- Hot Licks (1970)
- The Return of the Electric Banana (1978)